# Övre Tomttjärnen
Övre Tomttjärnen är en sjö i Ragunda kommun i Jämtland och ingår i Indalsälvens huvudavrinningsområde. Sjön har en area på 0,06 kvadratkilometer och ligger 255 meter över havet. Sjön avvattnas av vattendraget Kvarnån (Långsjönäsån).

## Delavrinningsområde
Övre Tomttjärnen ingår i det delavrinningsområde (697633-153655) som SMHI kallar för Inloppet i Ytt Tomttjärnen. Medelhöjden är 334 meter över havet och ytan är 19,92 kvadratkilometer. Räknas de 7 avrinningsområdena uppströms in blir den ackumulerade arean 48,83 kvadratkilometer. Kvarnån (Långsjönäsån) som avvattnar avrinningsområdet har biflödesordning 2, vilket innebär att vattnet flödar genom totalt 2 vattendrag innan det når havet efter 77 kilometer. Avrinningsområdet består mestadels av skog (92 procent). Avrinningsområdet har 0,17 kvadratkilometer vattenytor vilket ger det en sjöprocent på 0,8 procent.